# Harald Julin
Harald Julin (n. 27 martie 1890, Stockholm, Suedia-Norvegia – d. 31 iulie 1967, Stockholm, Suedia) a fost un înotător suedez, medaliat olimpic. A participat la 2 ediții ale Jocurilor Olimpice (1908, 1912) în care a câștigat o medalie de bronz.